# Нідово
Нідово (пол. Nidowo, нім. Niedau) — село в Польщі, у гміні Новий Став Мальборського повіту Поморського воєводства.
Населення — 60 осіб (2011).
У 1975-1998 роках село належало до Ельблонзького воєводства.

## Демографія
Демографічна структура станом на 31 березня 2011 року:
|          | Загалом | Допрацездатний вік | Працездатний вік | Постпрацездатний вік |
| -------- | ------- | ------------------ | ---------------- | -------------------- |
| Чоловіки | 30      | 7                  | 22               | 1                    |
| Жінки    | 30      | 9                  | 13               | 8                    |
| Разом    | 60      | 16                 | 35               | 9                    |